# NGC 3174
NGC 3174 je galaksija u zviježđu Zmaju.

## Vanjske poveznice
- SEDS: NGC 3174